# Gran Premi de Denain 2019
El Gran Premi de Denain 2019 va ser la 61a edició del Gran Premi de Denain. Es disputà el 24 de març de 2019 sobre un recorregut de 198 km amb sortida i arribada a Denain. La cursa formava part de l'UCI Europa Tour amb una categoria 1.HC.
El vencedor final fou el belga Mathieu van der Poel (Corendon-Circus), que s'imposà en solitari.

## Equips
L'organització convidà a 22 equips a prendre part en aquesta edició del Gran Premi de Denain.
| WorldTeams (3)- AG2R La Mondiale - Groupama-FDJ - Trek-Segafredo Equips continentals professionals (14)- Androni Giocattoli-Sidermec - Burgos-BH - Cofidis, Solutions Crédits - Corendon-Circus - Delko-Marseille Provence - Direct Énergie - Israel Cycling Academy - Riwal Readynez - Roompot-Charles - Sport Vlaanderen-Baloise - Arkéa-Samsic - Vital Concept-B&B Hotels - Wanty-Groupe Gobert - Wallonie Bruxelles Equips continentals (5)- Amore & Vita-Prodir - Development Team Sunweb - Natura4Ever-Roubaix Lille Métropole - Saint Michel-Auber 93 - Tarteletto-Isorex |
| |

## Classificació final
| \| Classificació general \| Classificació general \| Classificació general \| Classificació general \| Classificació general \| \| Corredor \| Corredor \| Equip \| Temps \| \| \| --------------------- \| --------------------- \| ----------------------------------- \| --------------------- \| --------------------- \| \| 1r \| Mathieu van der Poel \| Corendon-Circus \| 4h 21' 39" \| \| \| 2n \| Marc Sarreau \| Groupama-FDJ \| + 3" \| \| \| 3r \| Timothy Dupont \| Wanty-Gobert \| + 3" \| \| \| 4t \| Matteo Moschetti \| Trek-Segafredo \| + 3" \| \| \| 5è \| Emiel Vermeulen \| Natura4Ever-Roubaix Lille Métropole \| + 3" \| \| \| 6è \| Justin Jules \| Wallonie Bruxelles \| + 3" \| \| \| 7è \| Pierre Barbier \| Natura4Ever-Roubaix Lille Métropole \| + 3" \| \| \| 8è \| Bram Welten \| Arkéa-Samsic \| + 3" \| \| \| 9è \| Samuel Dumoulin \| AG2R La Mondiale \| + 3" \| \| \| 10è \| Romain Cardis \| Direct Énergie \| + 3" \| \| |                      |                                     |            |
| |                      |                                     |            |
| Fonts: ProCyclingStats Cycling Archives |                      |                                     |            |
| Classificació general |                      |                                     |            |
| Corredor | Corredor             | Equip                               | Temps      |
| 1r | Mathieu van der Poel | Corendon-Circus                     | 4h 21' 39" |
| 2n | Marc Sarreau         | Groupama-FDJ                        | + 3"       |
| 3r | Timothy Dupont       | Wanty-Gobert                        | + 3"       |
| 4t | Matteo Moschetti     | Trek-Segafredo                      | + 3"       |
| 5è | Emiel Vermeulen      | Natura4Ever-Roubaix Lille Métropole | + 3"       |
| 6è | Justin Jules         | Wallonie Bruxelles                  | + 3"       |
| 7è | Pierre Barbier       | Natura4Ever-Roubaix Lille Métropole | + 3"       |
| 8è | Bram Welten          | Arkéa-Samsic                        | + 3"       |
| 9è | Samuel Dumoulin      | AG2R La Mondiale                    | + 3"       |
| 10è | Romain Cardis        | Direct Énergie                      | + 3"       |